# Partido Trabalhista da Jamaica
O Partido Trabalhista da Jamaica (em inglês: Jamaica Labour Party, JLP) é um partido político da Jamaica.
O partido foi fundado em 1943 por Alexander Bustamante, que, viria a ser o primeiro primeiro-ministro da Jamaica independente.
Apesar do seu nome e das suas ligações ao movimento sindical, o partido é de centro-direita, seguindo uma ideologia conservadora e apoiante do liberalismo económico e do conservadorismo fiscal.

## Resultados eleitorais

### Eleições legislativas
| Data | CI. | Votos   | %            | +/-  | Deputados | +/- | Status   |
| ---- | --- | ------- | ------------ | ---- | --------- | --- | -------- |
| 1944 | 1.º | 144 661 | 41,4 / 100,0 |      | 22 / 32   |     | Governo  |
| 1949 | 2.º | 199 538 | 42,7 / 100,0 | 1,3  | 17 / 32   | 5   | Governo  |
| 1955 | 2.º | 189 929 | 39,0 / 100,0 | 3,7  | 14 / 32   | 3   | Oposição |
| 1959 | 2.º | 247 149 | 44,3 / 100,0 | 5,3  | 16 / 45   | 2   | Oposição |
| 1962 | 1.º | 288 130 | 50,0 / 100,0 | 5,7  | 26 / 45   | 10  | Governo  |
| 1967 | 1.º | 224 180 | 50,7 / 100,0 | 0,7  | 33 / 57   | 7   | Governo  |
| 1972 | 2.º | 205 587 | 43,4 / 100,0 | 7,3  | 16 / 53   | 17  | Oposição |
| 1976 | 2.º | 318 180 | 43,2 / 100,0 | 0,2  | 13 / 60   | 3   | Oposição |
| 1980 | 1.º | 502 115 | 58,9 / 100,0 | 15,7 | 51 / 60   | 38  | Governo  |
| 1983 | 1.º | 23 363  | 89,7 / 100,0 | 30,8 | 60 / 60   | 9   | Governo  |
| 1989 | 2.º | 362 589 | 43,3 / 100,0 | 46,4 | 15 / 45   | 45  | Oposição |
| 1993 | 2.º | 263 711 | 39,4 / 100,0 | 3,9  | 8 / 60    | 7   | Oposição |
| 1997 | 2.º | 297 387 | 38,9 / 100,0 | 0,5  | 10 / 60   | 2   | Oposição |
| 2002 | 2.º | 360 718 | 47,4 / 100,0 | 8,5  | 26 / 60   | 16  | Oposição |
| 2007 | 1.º | 410 438 | 50,3 / 100,0 | 3,9  | 32 / 60   | 6   | Governo  |
| 2011 | 2.º | 405 234 | 46,6 / 100,0 | 3,7  | 21 / 63   | 11  | Oposição |
| 2016 | 1.º | 436 972 | 50,1 / 100,0 | 3,2  | 32 / 63   | 2   | Governo  |
| 2020 | 1.º | 406 764 | 57,0 / 100,0 | 6,9  | 49 / 63   | 17  | Governo  |